# Ойун-Унгуохтах
Ойу́н-Унгуохта́х (якут. Ойууннаах) — село в Кобяйском улусе Якутии России. Входит в состав Кобяйского наслега.

## География
Село расположено на западе региона, в  восточной части Центрально-Якутской равнины , у аласа по реке Лунгха (левый приток Лены), на расстоянии 85 км от пгт Сангар, административного центра улуса.

### Климат
В населённом пункте, как и во всем районе, климат резко континентальный, с продолжительным зимним и коротким летним периодами. Зимой погода ясная, с низкими температурами. Устойчивые холода зимой формируются под действием обширного антициклона, охватывающего северо-восточные и центральные улусы. Средняя месячная температура воздуха в январе находится в пределах от –28 ˚С до –40 ˚С.

## История
Согласно Закону Республики Саха (Якутия) от 30 ноября 2004 года N 173-З N 353-III село вошло в образованное муниципальное образование Кобяйский наслег.

## Население
| 2002 | 2010 | 2021 |
| ---- | ---- | ---- |
| 0    | →0   | →0   |

## Инфраструктура
Речная пристань.

## Транспорт
Автодорога регионального значения 98К-002.